# القود (رصد)

تعديل مصدري - تعديل

القود هي إحدى قرى عزلة القارة بمديرية رصد التابعة لمحافظة أبين، بلغ تعداد سكانها 229 نسمة حسب تعداد اليمن لعام 2004.